# Distretto di Kuiwen
Il distretto di Kuiwen (奎文区S, Kuíwén QūP) è un distretto della Cina, situato nella provincia dello Shandong e amministrato dalla prefettura di Weifang.